# 朝鲜小煤炱
朝鲜小煤炱（学名：Meliola kiraiensis）是属于小煤炱目小煤炱科小煤炱属的一种真菌，寄生在柯属植物上。该种分布于台湾。